# Sainte-Adresse
Sainte-Adresse es una comuna francesa situada en el departamento de Sena Marítimo, de la región de Normandía. 

## Geografía
Ubicada en la aglomeración de El Havre, Sainte-Adresse es una estación balnearia situada en el litoral de la Mancha.

## Demografía
| 726 | 600 | 637 | 641 | 655 | 762 | 789 | 1 880 | 978 | 1 213 | 1 554 | 1 586 | 1 869 | 1 876 | 1 975 | 2 241 | 2 511 | 2 651 | 3 084 | 3 208 | 3 622 | 4 357 | 4 318 | 4 668 | 5 135 | 4 392 | 6 822 | 7 807 | 8 261 | 8 754 | 8 029 | 8 047 | 7 883 | 7 731 | 7 494 | 7 327 |
| Para los censos de 1962 a 1999 la población legal corresponde a la población sin duplicidades (Fuente: INSEE [Consultar]) |     |     |     |     |     |     |       |     |       |       |       |       |       |       |       |       |       |       |       |       |       |       |       |       |       |       |       |       |       |       |       |       |       |       |       |

## Historia
El antiguo nombre de la localidad era Saint-Denis-Chef-de-Caux, nombre que derivaba de una antigua capilla dedicada a San Dionisio. 
Al estar situada al borde de un acantilado, los restos de las viviendas galo-romanas se encuentran seguramente en el fondo del mar.
En 1415, Enrique V de Inglaterra desembarcó con su flota en sus costas, invadiendo Francia y abriendo una nueva fase de la Guerra de los Cien Años.
Durante la Primera Guerra Mundial, Sainte-Adresse fue la capital de Bélgica. El gobierno belga en el exilio se instaló en esta ciudad en octubre de 1914 y se quedó ahí hasta noviembre de 1918. Tenía a su disposición una oficina de correos que utilizaba sellos belgas para el franqueo.

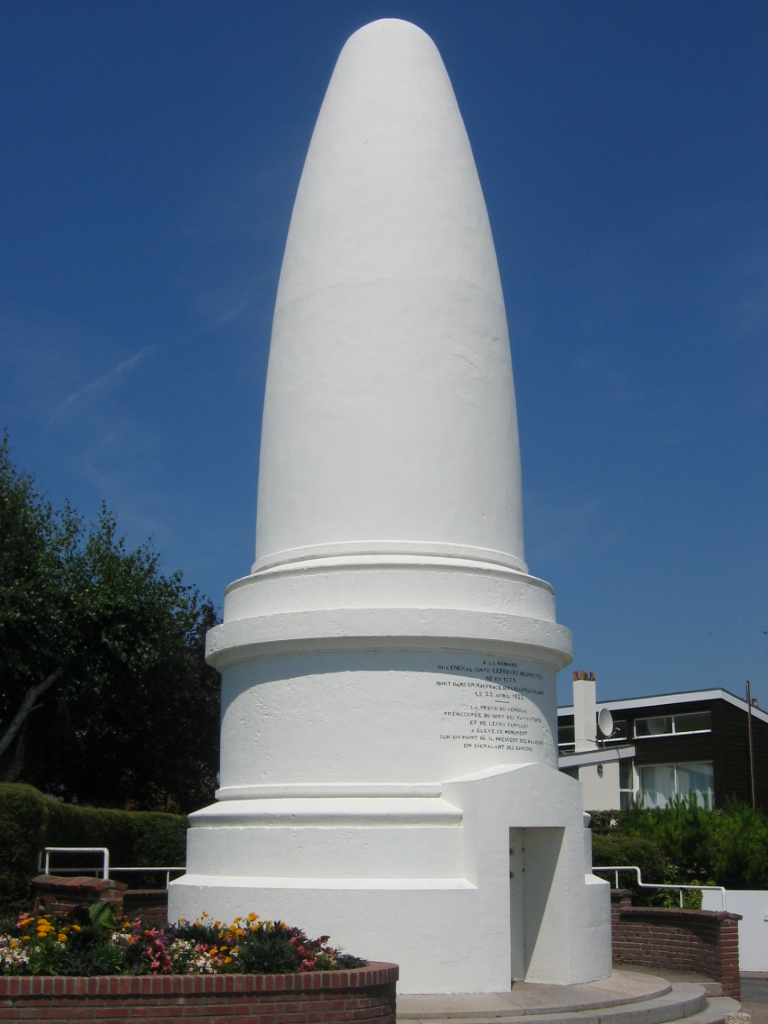
"Pan de azúcar" en Saint-Adresse.

## Lugares de interés
- Sitio geológico y prehistórico del cabo de La Héve
- Faro de la Héve
- Mansión de Vitanval del siglo XV
- Capilla de Notre-Dame-des-Flots del siglo XIX.
- Pan de azúcar
- Casa de Sarah Bernhardt
- Base militar